# Trouble Makers (film 1917)
Trouble Makers (o Troublemakers) è un film muto del 1917 scritto e diretto da Kenean Buel.

## Trama
Ritornata nella tenuta di famiglia, la signora Lehr, una giovane vedova, porta con sé le sue due figliolette, Jane e Katherine. Le ragazzine sono due pesti che mettono a dura prova la pazienza dei loro concittadini. Una delle vittime preferite delle piccole è Job Jenkins, il vecchio custode della tenuta, mentre invece si affezionano a Manny, il tuttofare un po' tardo, che diventa il loro servo fedele. Quando Job scompare lo stesso giorno in cui viene distrutto in un incendio il fienile della tenuta, tutti credono che Manny abbia ucciso il custode, anche perché, tra le rovine carbonizzate, viene rinvenuto un teschio. Jane e Katherine cercano in tutti modi di scagionare l'amico, ma senza successo. Tanto che, alla fine del processo, Manny viene condannato alla sedia elettrica. Poco prima dell'esecuzione, le sorelline incrociano Job a cavallo, ignaro di tutto quello che sta succedendo: di corsa, riusciranno ad arrivare in tempo per salvare il condannato portando con sé l morto redivivo.

## Produzione
Il film fu prodotto dalla Fox Film Corporation.

## Distribuzione
Distribuito dalla Fox Film Corporation, il film uscì nelle sale cinematografiche USA il 9 dicembre 1917.